# Juan Edgardo Ramírez
Juan Edgardo Ramírez (Moreno, 25 mei 1993) is een Argentijns voetballer die bij voorkeur als middenvelder speelt. Hij verruilde in 2015 AA Argentinos Juniors voor Colorado Rapids.

## Clubcarrière
Ramírez begon zijn carrière bij AA Argentinos Juniors, waar hij op 21 mei 2011, op 17-jarige leeftijd, debuteerde. Zijn eerste doelpunt voor de club maakte hij op 13 mei 2012 tegen Racing Club de Avellaneda. Op 20 februari 2015 tekende hij een contract bij Colorado Rapids. Zijn debuut maakte hij op 21 maart 2015 als invaller tegen New York City FC.